# Carolina Otero
Carolina “La Belle” Otero (4 noiembrie 1868 – 12 aprilie 1965) a fost o dansatoare, actriță și curtezană spaniolă.

## Biografie
S-a născut într-o familie săracă dintr-un mic oraș din Galicia, Ponte Valga, Pontevedra, și a fost botezată Agustina Otero Iglesias. Mama ei, Carmen Otero Iglesias, singură cu numeroși copii se prostitua pentru a satisface nevoile familiei. La vârsta de zece ani este violată și la 14 ani pleacă de acasă cu prietenul și partenerul ei de dans, Paco, și începe să lucreze ca dansatoare la Lisabona.
Se căsătorește foarte repede cu un nobil italian, contele Guglielmo. Devine prietenă cu Colette, una din curtezanele în vogă a perioadei Belle Époque. În 1888 găsește un sponsor la Barcelona care se mută cu ea la Marseilles pentru a o promova în cariera de dansatoare în Franța. Curând îl părăsește și creează personajul La Belle Otero, o excentrică țigancă andaluză. Devine vedetă în producțiile Les Folies Bèrgere din Paris.
În scurtă vreme Otero devine cea mai căutată femeie în toată Europa. A fost curtezană pentru oameni bogați și puternici ai zilei și și-a ales cu grijă iubiții. Numele ei a fost asociat cu Prințul Albert I de Monaco, regele Eduard al VII-lea al Regatului Unit, regi ai Serbiei și ai Spaniei, Marii Duci Petru și Nicolae ai Rusiei, Ducele de Westminster și scriitorul Gabriele D'Annunzio. 
Al doilea soț, cu care se căsătorește în 1906, a fost René Webb.
După Primul Război Mondial s-a retras achiziționând un conac și o proprietate la un cost a echivalentul a 15 milioane de dolari SUA. A acumulat o avere imensă de-a lungul anilor, aproximativ 25 de milioane de dolari, din care o mare parte i-a jucat la jocuri de noroc; s-a bucurat de un stil de viață generos și a vizitat cazinourile din Monte Carlo de multe ori. Spre sfârșitul vieții a trăit într-o stare de sărăcie din ce în ce mai pronunțată până a murit de un atac de cord în 1965, la vârsta de 96 de ani, într-un apartament de la hotelul Novelty din Nice, Franța.

## Galerie

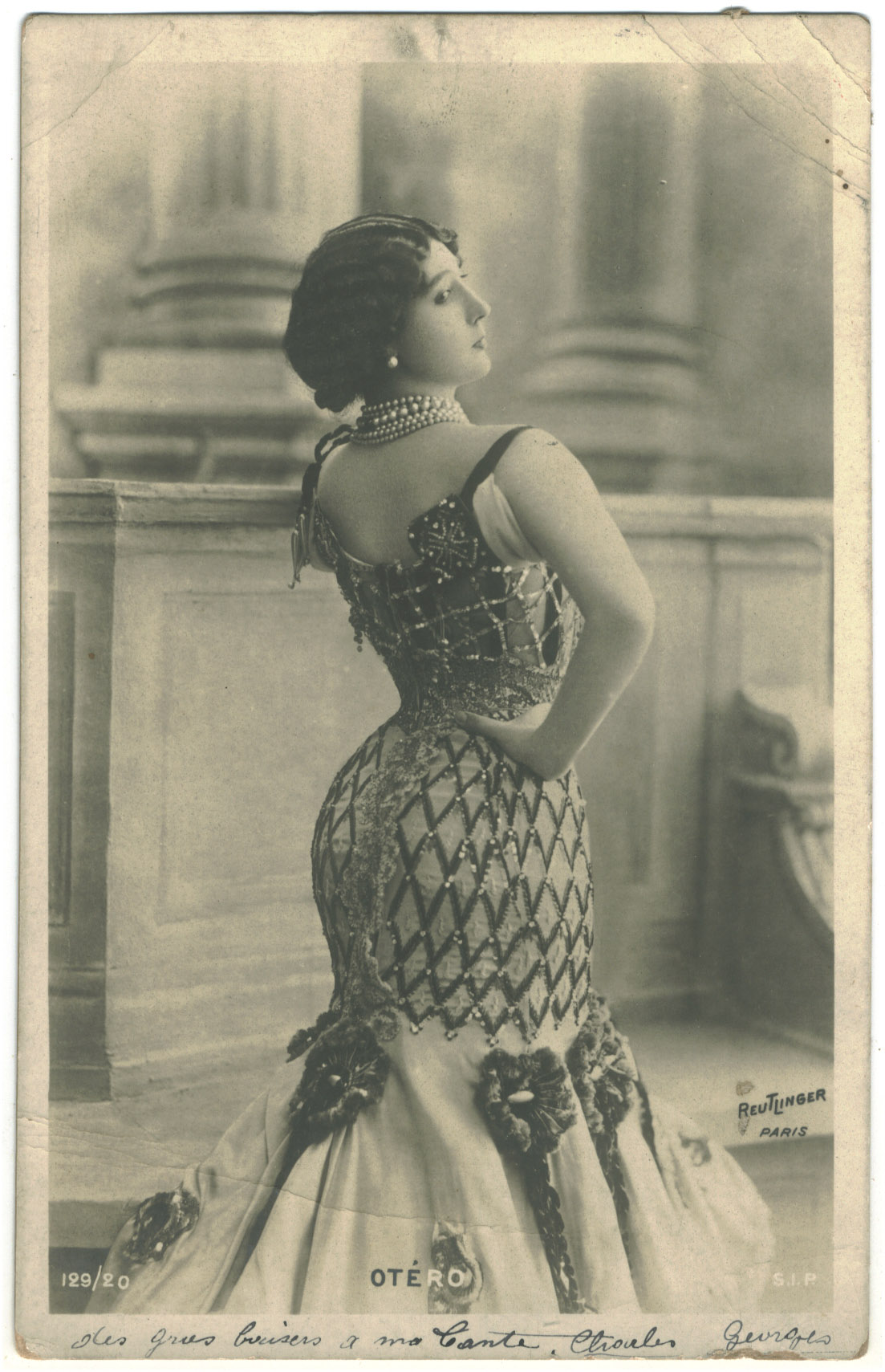
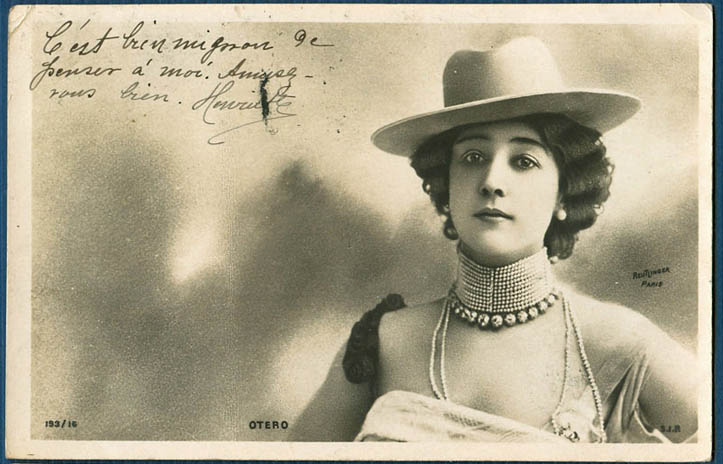
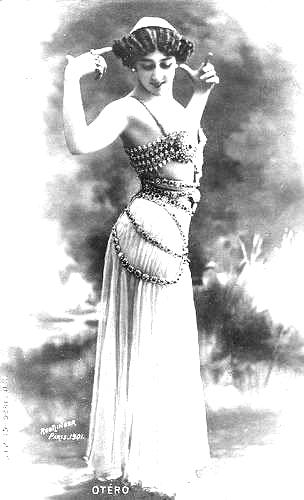